# 茨目站
茨目站（日语：／ Ibarame eki */?）是東日本旅客鐵道（JR東日本）信越本線的鐵路車站，位於日本新潟縣柏崎市茨目二丁目。

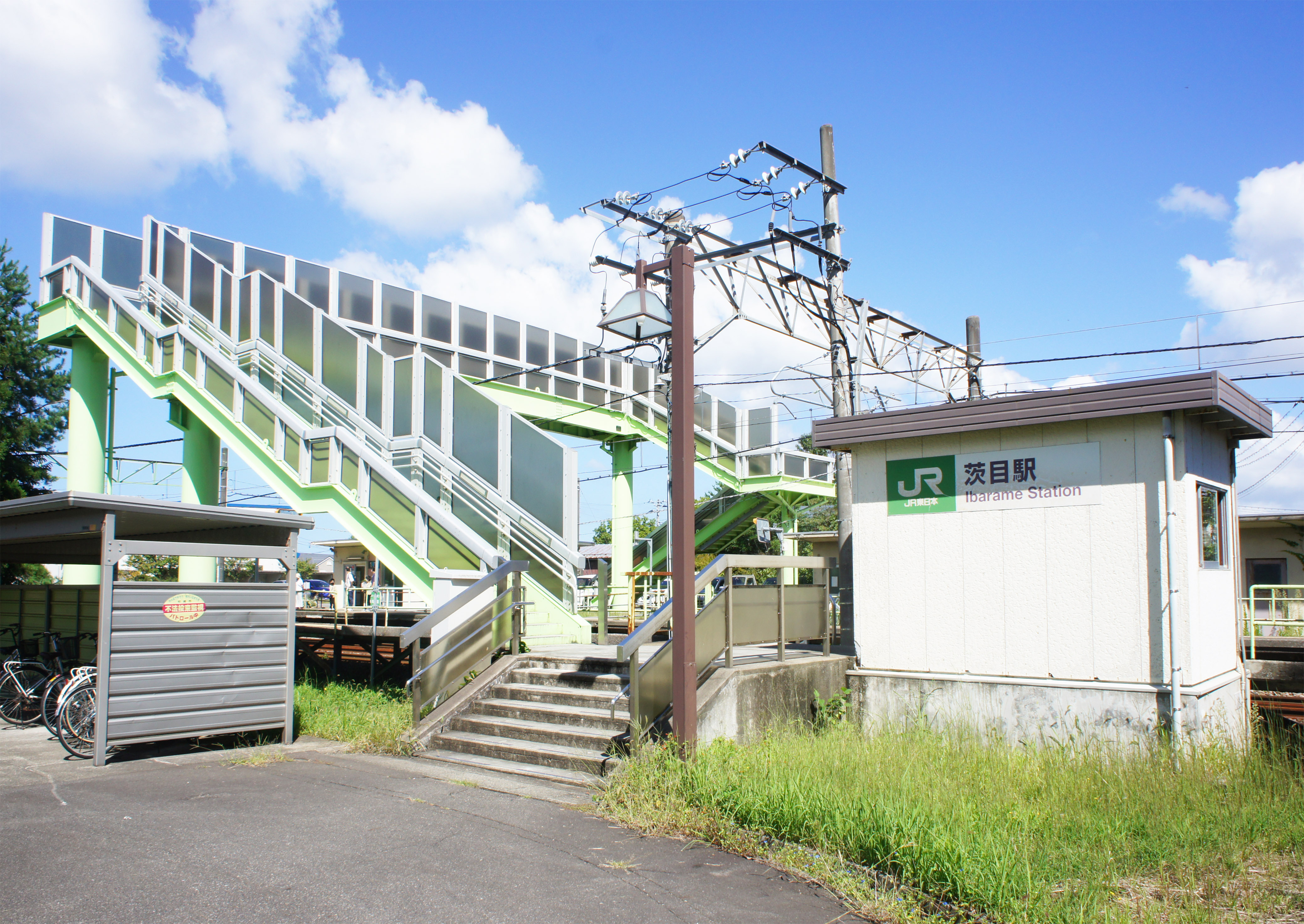
南口（2021年9月）

## 歷史
- 1964年（昭和39年）12月8日：開業，成为日本國有鐵道的一个车站。
- 1987年（昭和62年）4月1日：國鐵分割民營化，成為東日本旅客鐵道的一個車站。

## 車站結構

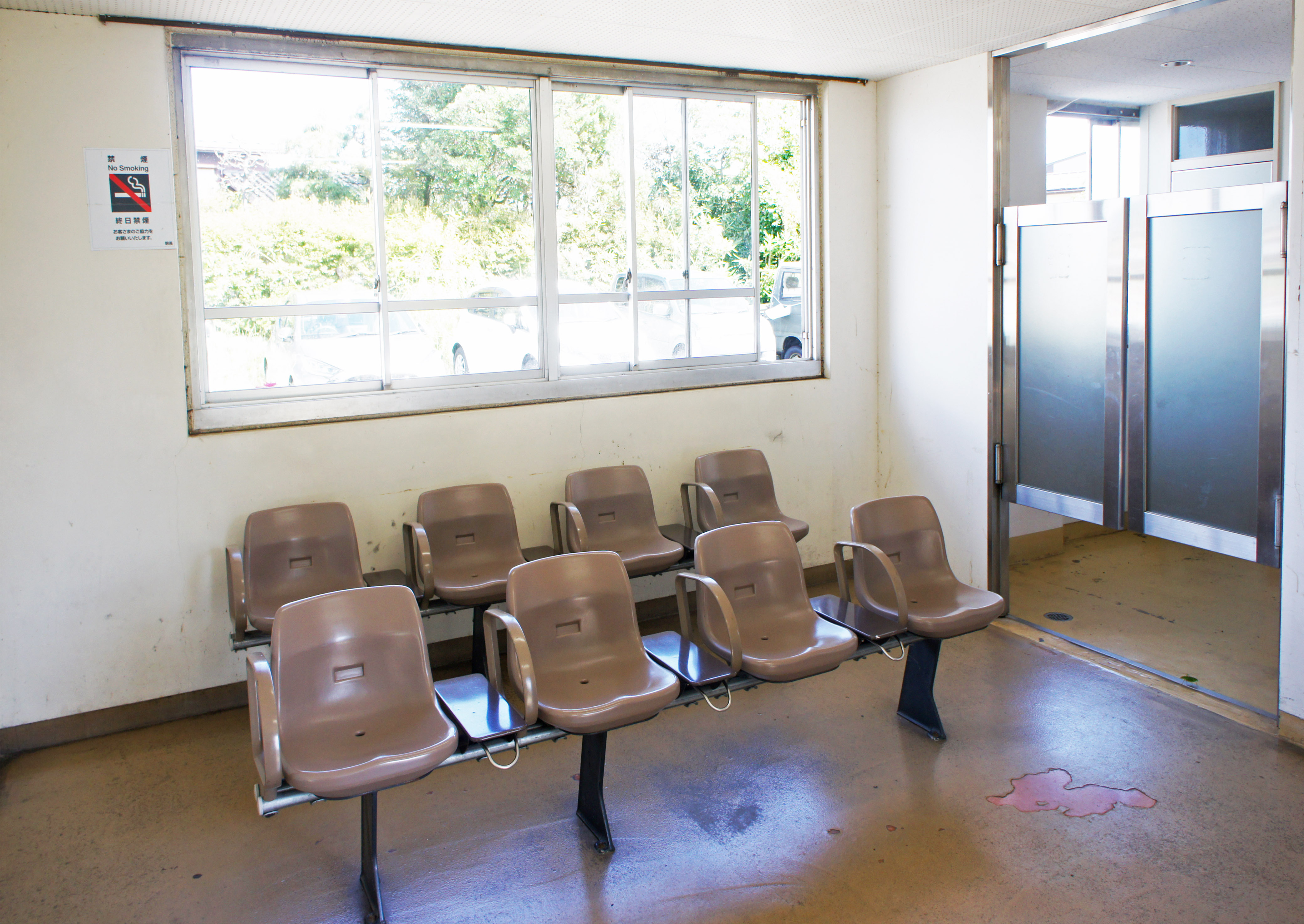
北口候車室（2021年9月）

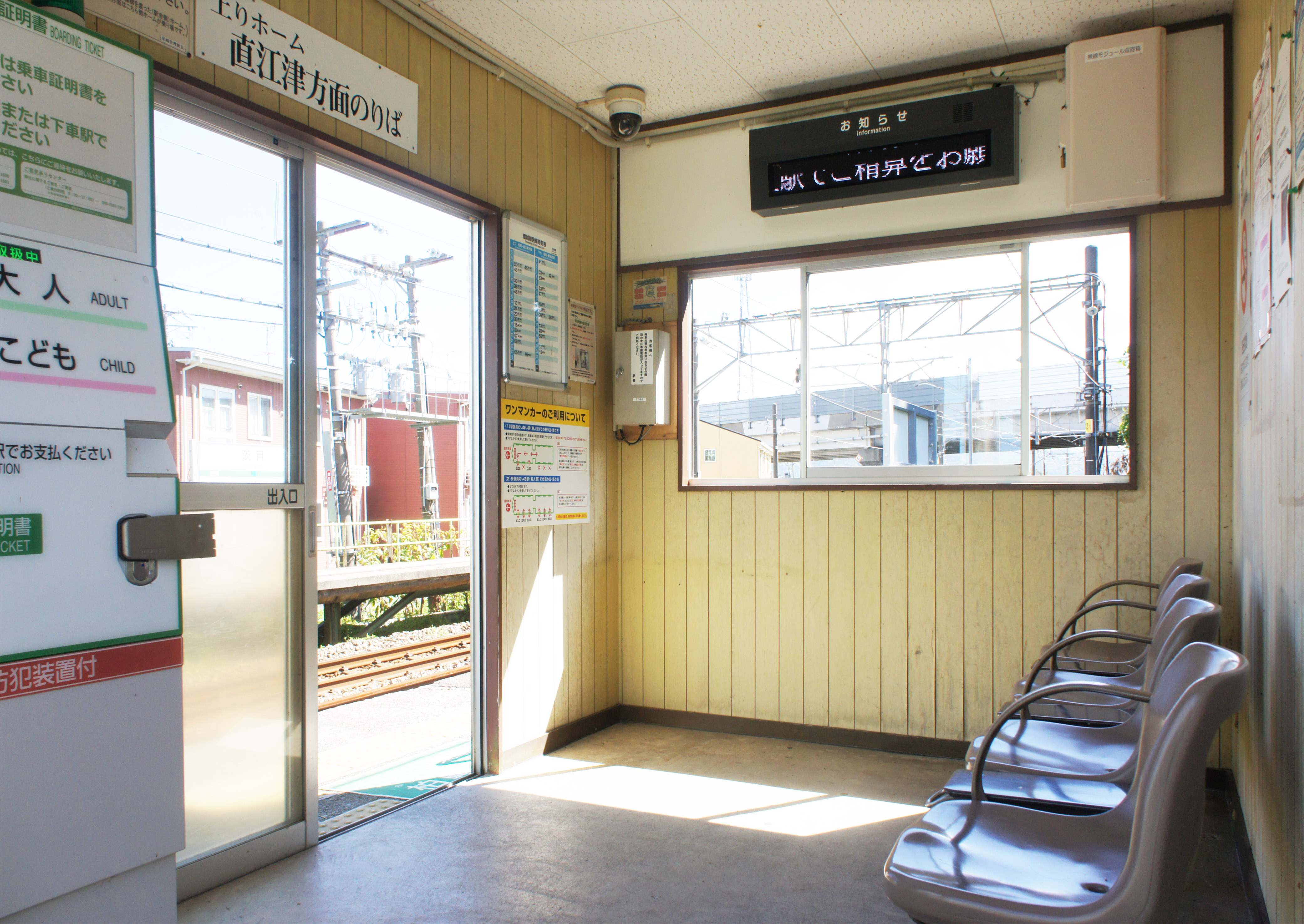
南口候車室（2021年9月）

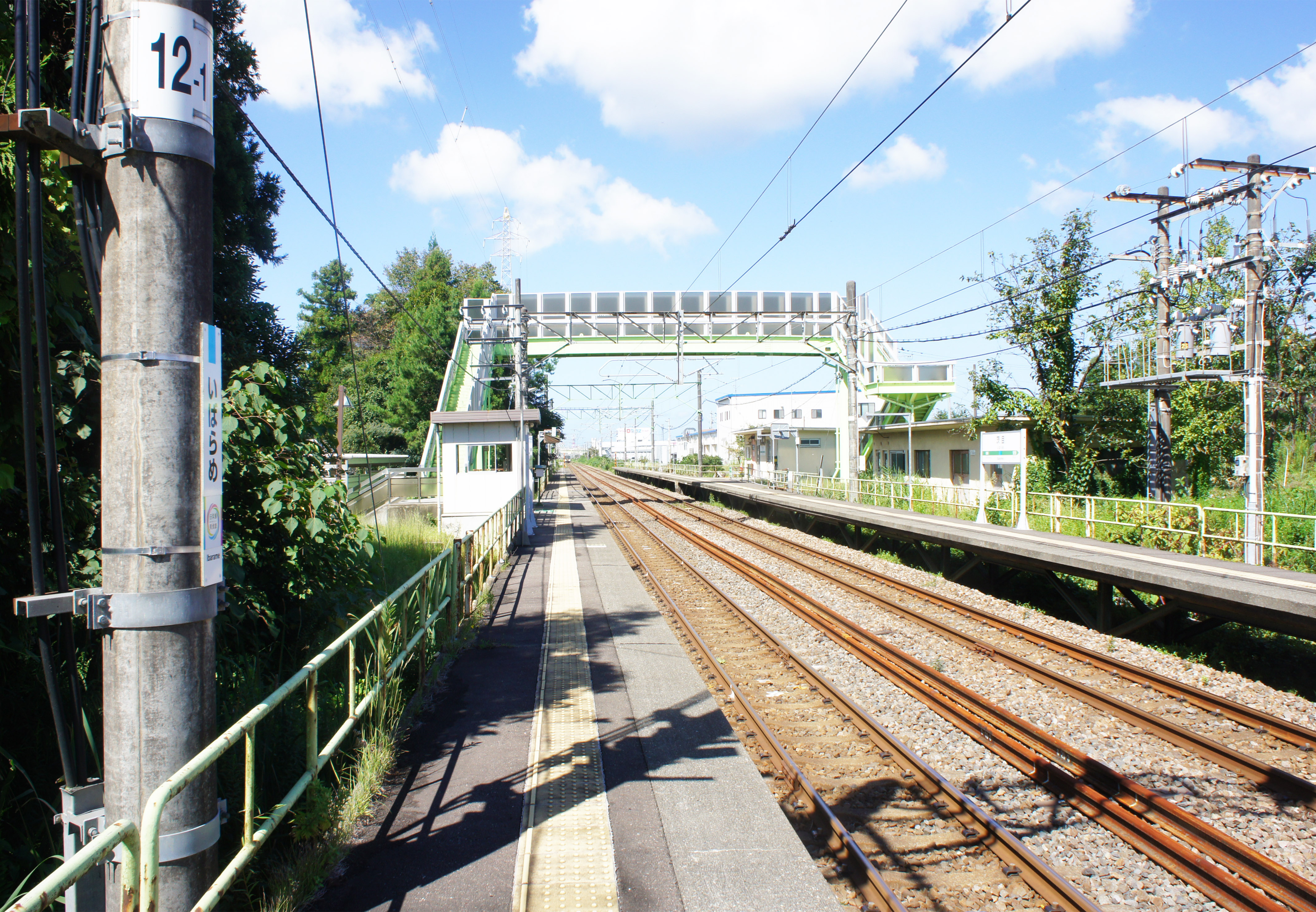
月台（2021年9月）

側式月台2面2的地面車站，並設有自動售票機和驗票閘門。

### 月台配置
| 月台 | 路線      | 方向 | 目的地           |
| ---- | --------- | ---- | ---------------- |
| 1    | ■信越本線 | 下行 | 長岡、新潟方向   |
| 2    | ■信越本線 | 上行 | 柏崎、直江津方向 |

## 车站周边
- 明行寺

## 相鄰車站
東日本旅客鐵道（JR東日本）
■信越本線
■普通
柏崎－茨目－安田